# 織田敏信
織田 敏信（おだ としのぶ）は、戦国時代の武将。管領・斯波氏の家臣。通称は左馬助、伊勢守、大和守、備後守。

## 生涯
尾張国下四郡を治めた守護代の「織田大和守家」当主の清洲城主・織田大和守敏定の嫡男とされ、尾張上四群を治めた「織田伊勢守家」当主の岩倉城主・織田信安の父とされるが、しかし、出自についてははっきりせず、定かではない。
文明17年（1485年）9月8日、室町時代の歌人である万里集九が江戸城に太田道灌を訪ねる中途、尾張春日井郡にある清洲城の織田敏信邸に立寄り、織田敏信の許で犬追物を見物して詩を作ったといわれる。
延徳3年（1491年）、10代将軍・足利義稙による六角高頼征伐のため、敏信は父とされる織田敏定と共に尾張守護・斯波義寛に従軍したという（延徳の乱）。
また明応2年（1493年）、再び守護・斯波義寛に従い、織田敏信は上洛して京に滞在するなど各地で活躍したという（『蔭涼軒日録』）。
没年について、岩倉市の龍潭寺にある敏信の位牌には、永正14年（1517年）1月26日没と記されている。戒名「龍潭寺殿清巌常世大居士」。『前野家文書』「武功夜話」では、明応4年（1495年）、船田合戦で討死とも。後に娘は織田信長の父織田信秀の側室となったといわれる。

## 異説
- 万里集九の詩集『梅花無尽蔵』の「八日、尾之清州城備後敏信第、見犬追物」には敏信の容姿について「犬追物常に談ずるなり、織田敏信 長き髯（ほおひげ）あり、この日余を挽き留む・・・」とあり、新井喜久夫の『織田信長辞典』では「・・・文明十七年当時、敏信はすでに「長髯」を蓄えていたが、父とされる敏定はこの年三十六歳で、敏信が嫡子としても二十歳前後ということになり・・・」と親子関係は無理があると指摘し、兄弟か従兄弟なら説明が付くと異説を唱えている。
- 「清巌」という法名を持つことから、『信長公記』にある織田信長の曽祖父にあたる「西巌」とされる清洲三奉行の一家「織田弾正忠家」（勝幡織田氏）の祖織田良信の父という説がある[8]。また一説にこの両者を同一人物という説がある。『織田信長の系譜　信秀の生涯を追って』によると、「この両者は同世代であり、初め斯波義良のときに、良信と名乗り、斯波義敏の守護復帰後、偏諱を受け、敏信に改名した」のではないかと説を著者の横山住雄は立てている。但し守護職の継承は「義敏①-松王丸①-義廉①-義敏②-義廉②-松王丸②（元服時に義良、家督継承時に義寛と改名）-義達」の順であり、家督にしても「義敏①-松王丸①-義廉①-義敏②-義廉②-義敏③-義寛②（松王丸・義良）-義達」の順で継承しているため、義良（松王丸・義寛）が「義良」と名乗っていた時期（文明4年12月～文明17年4月）の後に、義敏が守護職・家督に復帰した事実は無い（義敏が守護職にあったのは文正元年までで、また家督も文明17年に「義寛」と改名した義良に譲り、自身は出家して「道海」と称している）。